# Carlos Van Hooreweder
Carlos Van Hooreweder (Brugge, 15 februari 1913 - 8 maart 2004) was een Belgisch leraar en pedagoog, en een veelzijdig acteur en promotor binnen het culturele leven in Brugge.

## Levensloop
Van Hooreweder behaalde verschillende diploma's:
- regent Germaanse talen (1936) aan de Rijksnormaalschool in Gent,
- prijs van uitmuntendheid in de voordrachtkunst (1933) aan het Muziekconservatorium van Brugge,
- getuigschrift Fonetica (1953) aan de Rijksuniversiteit Gent,
- diploma toeristische gids (1955) bij de Koninklijke Gidsenbond,
- erkenning als declamator en lector (1956) bij de NIR/BRT,
- getuigschrift logopedie en foniatrie (1957), Brugge.

Verder bekwaamde hij zich door:
- drie vakantiecursussen aan de Vrije Universiteit Amsterdam (1952-53-54),
- negen filmcursussen,
- drie toneelstages.

Door deze opleidingen bekwaamde hij zich in kunstgeschiedenis, pedagogie, vrije expressie, gesprekstechnieken, leiding geven aan culturele kringen, lectuur- en filmfora.
Hij werd lector bij de BRT (1956-1963). Vanaf 1955 werkte hij mee aan de initiatie van volwassenen en jeugdigen inzake het kunstpatrimonium van Brugge. Hij werd ook lid van de Vlaamse Adviesraad voor de Musea (1981).
Hij ontving de erepenning voor verdiensten vanwege het Ministerie van Nationale Opvoeding in 1959 en 1963.

## Beroep
Van Hooreweder stond beroepshalve in het onderwijs:
- 1937-1971: leraar Nederlands en Duits in middelbare rijksscholen.
- 1971-1976: directeur rijksmiddelbare school Aalter.
- 1976-1978: rijksinspecteur algemene vakken en plastische kunsten voor West- en Oost-Vlaanderen.
- 1980-1982: opdrachthouder bij het secretariaat-generaal van het ministerie van Nationale opvoeding en Nederlandse cultuur voor de internationale culturele samenwerking.
- Hij was medestichter van de school voor logopedie en foniatrie (1956) in Brugge.

## Publicaties
- Leidraad bij de nieuwe spelling, 1946.
- Leidraad bij de spraakkunstmoeilijkheden, 1947.
- Hans Memling, monografie voor het Memlingmuseum in Brugge, in Nederlandse, Franse, Duitse en Engelse versie, Brugge, 1984.
- Michel Ange. La Vierge à l’enfant, Brugge, 1993.

Hij publiceerde pedagogische, kunsthistorische en culturele bijdragen in een vijftiental tijdschriften en in jaarboeken. Hij schreef recensies voor het Ministerie van onderwijs en voor verschillende tijdschriften.